# Demokratska Republika Somalija
Demokratska Republika Somalija, skraćeno i DR Somalija, bio je naziv komunističke diktature u Istočnoj Africi na području današnje Somalije. Uspostavljena je državnim udarom 1969. na čelu sa Siadom Barreom kao doživotnim predsjednikom, odnosno diktatorom. Ukinuta je 1991. zbog promjena u Istočnom bloku i početka Građanskog rata u Somaliji.

## Povijest
Godine 1969. državnim udarom na vlast dolazi Siad Barre, koji osniva Vrhovno revolucionarno vijeće, sastavljeno od generala i vojnih dužnosnika. Vijeće ubrzo raspušta Somalijski parlament i dokida dotadašnji Ustav. Nova vlada provodi velike javne radove i opsimenjavanje stanovništva. Uz ostvareno izvlaštenje industrije i zemlje, Somalija uspostavlja tradicionalne veze s ostalim arapskim zemljama te se 1974. pridružuje Arapskoj ligi. Unatoč slabom gospodarskom napretku, dolazi do pojava gladi zbog izvlaštenja i oduzimanja zemlje brojnim poljoprovrednicima te do pada sveukupnog životnog standarda Somalaca.
Početkom lipnja 1976. dolazi do raspuštanja Vijeća i uvođenja jednostranačja Revolucionarne socijalističke partije Somalije (RSPS). Partija, u skladu s Marxovim i Lenjinovim učenjima nameće ateizam, ali muslimanima ostavlja pravo izbora, dok pripadnike drugih vjerosipovijesti (uglavnom katolike) zakida u stjecanju ograničenih vjerskih prava i sloboda. Time se istovremeno željela stvoriti i komunistička, ali i islamska diktatura, jer je utjecaj islama u somalijsko društvu bio preutjecajan za mogućnost stvaranja ateističke komunističke države.
Sljedeće godine između Somalije i Etiopije izbija Ogadenski rat, u kojem je Somalija pokušala pripojiti pokrajinu Ogaden pretežno nastanjenu Somalcima. U početku su somalijske snage pobjeđivale i do rujna 1977. kontrolirale 90% Ogadena. Međutim, uskoro je uslijedila etiopski protunapad vlade Derg, podupiran od strane Sovjetskog Saveza i 20 000 kubanskih dobrovoljaca. Do 1978. godine, somalijske su snage u potpunosti otjerane iz Ogadena. Iako je Somalija bila saveznik Sovjetskog Saveza, nakon sovjetske pomoći Etiopiji, Bare je dbacio daljnju sovjetsku pomoć i okrenuo se novom savezniku, Sjedinjenim Državama. S vremenom je Somalija postala zemlja s najvišim brojem redovnih vojnika u Africi.
Novi ustav u Somaliji donesen je 1979., nakon čega su održani izbori za narodnu skupštinu. Unatoč tome, politbiro Somalske revolucionarne socijalističke partije je i dalje imao stvarnu vlast nad zemljom. U listopadu 1980. partija je raspuštena, a njezino je mjesto ponovno zauzelo Vrhovno revolucionarno vijeće. Somalci su se od 1980-ih sve više bunili protiv Bareove vlasti, a kako se hladni rat primicao kraju, strateška važnost Somalije je opadala. 
Vlada je uskoro postala totalitarna, a diljem zemlje počele su se osnivati gerilske skupine i pokreti, podupirani uglavnom od Etiopije. S vremenom su sukobi prerasli u Somalijski građanski rat, a u toku raspada Sovjetskog Saveza Barre daje ostavku na mjesto predsjednika, čime i DR Somalija biva službeno ukinuta.